# بطولة العالم لهوكي الجليد
بطولة العالم لهوكي الجليد هي بطولة سنوية دولية للمنتخبات في رياضة هوكي الجليد ينظمها الاتحاد الدولي لهوكي الجليد.بدأت أول نسخة للبطولة في 1930.